# Кјое (Белуно)
Кјое (итал. Chioè) је насеље у Италији у округу Белуно, региону Венето.
Према процени из 2011. у насељу је живело 20 становника. Насеље се налази на надморској висини од 464 м.